# Gaztelu
Gaztelu és un municipi de Guipúscoa, de la comarca del Tolosaldea. El municipi se situa prop del límit amb Navarra, al costat d'una ruta de comunicació local secundària, cosa que ha contribuït a l'aïllament i al manteniment del caràcter rural del municipi. El municipi és molt petit, tenia 151 habitants a la fi de 2004 i una extensió de 6 km². El poble està compost per un modest nucli que s'articula a l'entorn de l'església parroquial, l'ajuntament i el frontó. La població viu principalment disseminada en els caserius més o menys dispersos al voltant d'aquest nucli.
La principal activitat econòmica del municipi és l'agrícola, encara que bona part dels seus habitants treballa en la indústria i serveis de les localitats veïnes. En el poble existeix un alberg municipal. Hi ha l'opinió estesa que el nom del poble (gaztelu significa 'castell' en euskera) prové d'una possible fortalesa medieval que se situava als voltants del mont Uli, en la frontera amb Navarra, i no gaire lluny de l'actual poble; però la veritat és que no s'han localitzat vestigis d'aquest hipotètic castell fronterer.
Com altres petits llogarets de la zona, Gaztelu es va unir a la vila de Tolosa el 1374, com a forma de protegir-se dels atacs dels banderers. Segles més tard, desaparegut aquest perill, Gaztelu va intentar separar-se de nou de la vila, però no ho va assolir fins a 1845, amb l'aprovació de la Llei d'ajuntaments. Posteriorment, entre 1966 i 1995, Gaztelu va estar unit al veí poble de Leaburu formant el municipi de Leaburu-Gaztelu, que es va separar el 1995, a requeriment dels veïns de Gaztelu. La pràctica totalitat de la població domina l'euskera, que és l'idioma habitual d'ús quotidià.